# Andreas Küne
Andreas Küne auch Köhne oder Kühne sowie Küene oder Künne und Khünen; (* vor 1570; † 1599) war herzoglich braunschweigisch-lüneburgischer Münzmeister in Goslar.

## Leben

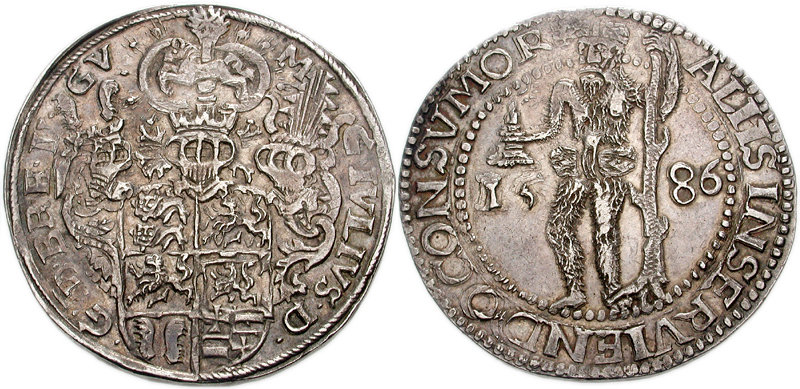
Von Küne 1586 datierter Lichttaler aus der Goslarer Münze mit dem Wappen von Herzog Julius von Braunschweig-Wolfenbüttel

Andreas Küne wurde vor 1570 als Sohn des Münzmeisters Hans Küne geboren. Als Nachfolger seines Vaters im Münzmeisteramt wirkte er ab 1570 bis zu seinem Tode im Jahr 1599.
In Akten festgehalten wurde Künes Erscheinen auf dem in Braunschweig abgehaltenen Münzprobationstag am 15. Dezember 1571. Dort erschien er – neben dem Wardein Steffen Brüning – als Münzmeister von Herzog Julius, um den vorgeschriebenen Eid zu leisten.
Ähnlich wie sein Vater bediente sich Küne des Doppelkreuzes als Münzmeisterzeichen.

## Bekannte Gepräge
An Prägungen Künes sind bekannt
- beispielsweise die Taler, die in Philipp Julius Rehtmeyers Braunschweig-Lüneburgische Chronica ... in der Tabelle VI Nummern 2 bis 12, in der Tabelle VII Nummer 4 und in der Tabelle IX Nummern 6 und 10 dargestellt sind.[4]

## Archivalien
Archivalien von und über Andreas Küne finden sich beispielsweise
- als verfilmte Akte unter dem Titel [Aus einem Buche herausgetrennte Abschriften:] Eide des Münzmeisters Andreas Küene [1571], des Wardeins und Vitriolschreibers Stefan Breuning (Brüeningk), des Schmiedemeisters Valentin Jahns und der Münzgesellen, sämtlich in Goslar, im Niedersächsischen Landesarchiv (Standort Wolfenbüttel), Sachverhalt Münze, Bedienstete, Münzsachen, Münzwesen für die Laufzeit 1. Hälfte des 17. Jahrhunderts, Archivsignatur NLA WO 2 Alt Nr. 10087 (alte Signatur Aus 30 Slg R. 2 Std. XII)[2]